# Amber Merritt
Amber Merritt (nascida em 17 de fevereiro de 1993) é uma atleta paralímpica britânica que compete na modalidade basquetebol em cadeira de rodas. Representando a Austrália, conquistou a medalha de prata nos Jogos Paralímpicos de Verão de 2012 em Londres, com a equipe nacional feminina comandada pelo treinador John Triscari. Conhecida como Bambi, Merritt nasceu no ano de 1993 com um pé torto e desde 2013 reside em Wanneroo, Austrália Ocidental.

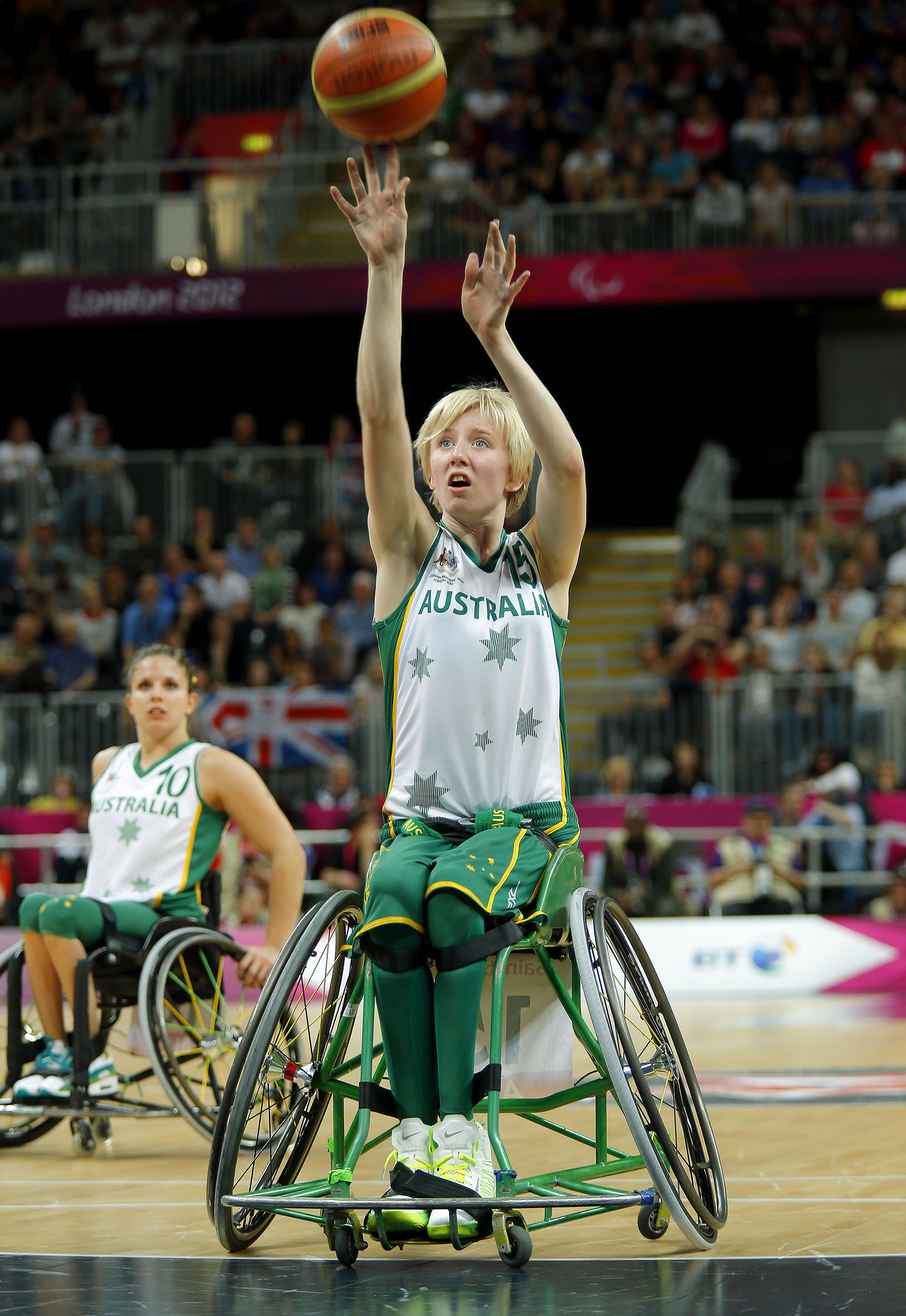
Amber durante os Jogos Paralímpicos de Londres 2012.